# Ragnar Wiberg
Ragnar Wiberg, född 3 april 1906, död 23 oktober 1997 i Spanien, var en svensk sångare.
Viberg var en av medlemmarna i sångtrion Tre Sang.

## Diskografi i urval
- Henne du älskar, Rivoli-orkestern
- Långt, långt bort i vida världen, Georg Enders orkester
- I vår lyckas gondol, med Ulla Billquist och Rünos dansorkester
- Monia, med Nadja Järne och Sven Rünos dansorkester
- En afton i Venedig, Charles Redlands orkester
- Flyg med till Honolulu, med Greta Wassberg och Hawaiiorkestern